# 海地彩龜
海地彩龜（學名：Trachemys decorata）亦稱希斯培尼欧拉彩龟，是彩龜屬下的一種淡水龜。海地彩龜分佈于多米尼加共和國、海地、古巴和波多黎各境內。